# Archivo Municipal de Alcalá de Henares
El Archivo Municipal de Alcalá de Henares (AMAH) es un archivo público dependiente del ayuntamiento de la ciudad complutense que tiene como fin la custodia y conservación de la documentación producida por los órganos de gobierno de Alcalá a lo largo del tiempo. 

## Fondos
En su depósito se conserva documentación generada entre la Edad Media (siglo XIII) y la actualidad. Entre sus series documentales destacan los libros de actas del ayuntamiento, documentación proveniente de órganos e instituciones desaparecidas de la ciudad y de los colegios de la antigua Universidad Complutense o los protocolos notariales de la Demarcación Notarial de Alcalá, entre otras. 
Toda la documentación histórica se encuentra microfilmada y una copia de la misma se halla en el Archivo Regional de la Comunidad de Madrid.
Actualmente ocupa un edificio en el centro de la ciudad, que comparte con la Biblioteca Municipal Cardenal Cisneros.